# Tyson Fury
Tyson Luke Fury (n. 12 august 1988, Manchester, Anglia, Regatul Unit) este un boxer profesionist britanic. El a deținut titlul revistei The Ring la categoria grea din 2015, după ce a învins campionul mondial de lungă durată, Wladimir Klitschko. În aceeași luptă, Fury a câștigat, de asemenea, titlurile unificate WBA (Super), IBF, WBO, IBO și liniare, acordându-i-se premiile Fighter of the Year și Upset of the Year de către The Ring. Fury a fost ulterior deposedat de titlul IBF pentru că nu a fost în măsură să acorde o luptă împotriva challenger-ului obligatoriu, Vyacheslav Glazkov, din cauza acordului cu un rematch cu Klitschko. În 2016, Fury a eliberat titlurile WBA, WBO, IBO și liniare după probleme medicale și personale în desfășurare și două anulări ale revanșei cu Klitschko. În august 2016, Fury a fost clasat de BoxRec ca fiind al șaselea cel mai bun boxer activ, pound for pound. 

## Rezultate în boxul profesionist
| Rez.       | Record | Adversar                | Tip | Runda, timp   | Dată       | Locație                                                           | Note |
| ---------- | ------ | ----------------------- | --- | ------------- | ---------- | ----------------------------------------------------------------- | --- |
| Înfrângere | 34–2–1 | Oleksandr Usîk          | UD  | 12            | 21-12-2024 | Kingdom Arena, Riyadh, Arabia Saudită                             | Pentru centura WBA (Super), WBC, WBO, IBO și The Ring la categoria grea                                           |
| Înfrângere | 34–1–1 | Oleksandr Usîk          | SD  | 12            | 18-05-2024 | Kingdom Arena, Riyadh, Arabia Saudită                             | Pierde centura WBC la categoria grea; Pentru centurile WBA (Super), IBF, WBO, IBO, and The Ring la categoria grea |
| Victorie   | 34–0–1 | Francis Ngannou         | SD  | 10            | 28-10-2023 | Kingdom Arena, Riyadh, Arabia Saudită                             | Câștigă centura WBC Commemorative Riyadh.                                                                         |
| Victorie   | 33–0–1 | Derek Chisora           | TKO | 10 (12), 2:51 | 03-12-2022 | Tottenham Hotspur Stadium, Londra, Anglia                         | Apără centura WBC la categoria grea                                                                               |
| Victorie   | 32–0–1 | Dillian Whyte           | TKO | 6 (12), 2:59  | 23-04-2022 | Wembley Stadium, Londra, Anglia                                   | Apără centurile WBC și The Ring la categoria grea.                                                                |
| Victorie   | 31–0–1 | Deontay Wilder          | KO  | 11 (12), 1:10 | 09-10-2021 | T-Mobile Arena, Paradise, Nevada                                  | Apară centurile WBC și The Ring la categoria heavyweight                                                          |
| Victorie   | 30-0-1 | Deontay Wilder          | TKO | 7 (12), 1:39  | 22-02-2020 | MGM Grand Garden Arena, Las Vegas, Nevada, U.S.                   | Câștigă titlul WBC la categoria grea                                                                              |
| Victorie   | 29–0–1 | Otto Wallin             | UD  | 12            | 14/09/2019 | T-Mobile Arena, Paradise, Nevada, US                              | |
| Victorie   | 28-0-1 | Tom Schwarz             | TKO | 2 (12), 2:54  | 15/06/2019 | MGM Grand Garden Arena, Paradise, Nevada, US                      | |
| Egal       | 27-0-1 | Deontay Wilder          | SD  | 12            | 01/12/2018 | Staples Center, Los Angeles, California, U.S.                     | Pentru centura WBC la categoria grea                                                                              |
| Victorie   | 27–0   | Francesco Pianeta       | PTS | 10            | 18/08/2018 | Windsor Park, Belfast, Northern Ireland                           | Retained lineal heavyweight title                                                                                 |
| Victorie   | 26–0   | Sefer Seferi            | RTD | 4 (10), 3:00  | 09/06/2018 | Manchester Arena, Manchester, England                             | |
| Victorie   | 25–0   | Wladimir Klitschko      | UD  | 12            | 28/11/2015 | Esprit Arena, Düsseldorf, Germany                                 | Câștigă centurile WBA (Super), IBF, WBO, IBO, The Ring, și lineal heavyweight                                     |
| Victorie   | 24–0   | Christian Hammer        | RTD | 8 (12), 3:00  | 28/02/2015 | The O2 Arena, London, England                                     | Păstrează centura WBO International heavyweight                                                                   |
| Victorie   | 23–0   | Dereck Chisora          | RTD | 10 (12), 3:00 | 29/11/2014 | ExCeL, London, England                                            | Câștigă centurile European, WBO International, și British la categoria heavyweight                                |
| Victorie   | 22–0   | Joey Abell              | TKO | 4 (10), 1:48  | 15/02/2014 | Copper Box Arena, London, England                                 | |
| Victorie   | 21–0   | Steve Cunningham        | KO  | 7 (12), 2:55  | 20/04/2013 | The Theater at Madison Square Garden, New York City, New York, US | |
| Victorie   | 20–0   | Kevin Johnson           | UD  | 12            | 01/12/2012 | Odyssey Arena, Belfast, Irlanda de Nord                           | |
| Victorie   | 19–0   | Vinny Maddalone         | TKO | 5 (12), 1:35  | 07/07/2012 | Hand Arena, Clevedon, England                                     | Câștigă centura vacantă WBO Inter-Continental heavyweight                                                         |
| Victorie   | 18–0   | Martin Rogan            | TKO | 5 (12), 3:00  | 14/04/2012 | Odyssey Arena, Belfast, Northern Ireland                          | Câștigă centura vacantă Irish heavyweight                                                                         |
| Victorie   | 17–0   | Neven Pajkic            | TKO | 3 (12), 2:44  | 12/11/2011 | EventCity, Manchester, England                                    | Păstrează centura Commonwealth heavyweight                                                                        |
| Victorie   | 16–0   | Nicolai Firtha          | TKO | 5 (12), 2:19  | 18/09/2011 | King's Hall, Belfast, Irlanda de Nord                             | |
| Victorie   | 15–0   | Dereck Chisora          | UD  | 12            | 23/07/2011 | Wembley Arena, London, England                                    | Câștigă centurile British și Commonwealth heavyweight                                                             |
| Victorie   | 14–0   | Marcelo Luiz Nascimento | KO  | 5 (10), 2:48  | 19/02/2011 | Wembley Arena, London, England                                    | |
| Victorie   | 13–0   | Zack Page               | UD  | 8             | 19/12/2010 | Colisée Pepsi, Quebec City, Quebec, Canada                        | |
| Victorie   | 12–0   | Rich Power              | PTS | 8             | 10/09/2010 | York Hall, London, England                                        | |
| Victorie   | 11–0   | John McDermott          | TKO | 9 (12), 1:08  | 25/06/2010 | Brentwood Centre Arena, Brentwood, England                        | Câștigă centura vacantă English heavyweight title                                                                 |
| Victorie   | 10–0   | Hans-Joerg Blasko       | TKO | 1 (8), 2:14   | 05/03/2010 | Leisure Centre, Huddersfield, England                             | |
| Victorie   | 9–0    | Tomas Mrazek            | PTS | 6             | 26/09/2009 | The O2, Dublin, Irlanda                                           | |
| Victorie   | 8–0    | John McDermott          | PTS | 10            | 11/09/2009 | Brentwood Centre Arena, Brentwood, England                        | Câștigă centura English heavyweight                                                                               |
| Victorie   | 7–0    | Aleksandrs Selezens     | TKO | 3 (6), 0:48   | 18/07/2009 | York Hall, London, England                                        | |
| Victorie   | 6–0    | Scott Belshaw           | TKO | 2 (8), 0:52   | 23/05/2009 | Colosseum, Watford, England                                       | |
| Victorie   | 5–0    | Matthew Ellis           | KO  | 1 (6), 0:48   | 11/04/2009 | York Hall, London, England                                        | |
| Victorie   | 4–0    | Lee Swaby               | TKO | 4 (6), 3:00   | 14/03/2009 | Aston Events Centre, Birmingham, England                          | |
| Victorie   | 3–0    | Daniil Peretyatko       | TKO | 2 (6), 3:00   | 28/02/2009 | Showground, Norwich, England                                      | |
| Victorie   | 2–0    | Marcel Zeller           | TKO | 3 (6), 2:50   | 17/01/2009 | DW Stadium, Wigan, England                                        | |
| Victorie   | 1–0    | Béla Gyöngyösi          | TKO | 1 (6), 2:14   | 6/12/2008  | National Ice Centre, Nottingham, England                          | Debut profesionist                                                                                                |